# Comuna Văgiulești, Gorj
Văgiulești este o comună în județul Gorj, Oltenia, România, formată din satele Cârciu, Covrigi, Murgilești, Valea Motrului și Văgiulești (reședința).

## Demografie
Componența etnică a comunei Văgiulești
     Români (92,92%)
     Alte etnii (0,5%)
     Necunoscută (6,58%)
Componența confesională a comunei Văgiulești
     Ortodocși (92,87%)
     Alte religii (0,18%)
     Necunoscută (6,95%)
Conform recensământului efectuat în 2021, populația comunei Văgiulești se ridică la 2.188 de locuitori, în scădere față de recensământul anterior din 2011, când fuseseră înregistrați 2.642 de locuitori. Majoritatea locuitorilor sunt români (92,92%), iar pentru 6,58% nu se cunoaște apartenența etnică. Din punct de vedere confesional, majoritatea locuitorilor sunt ortodocși (92,87%), iar pentru 6,95% nu se cunoaște apartenența confesională.

## Politică și administrație
Comuna Văgiulești este administrată de un primar și un consiliu local compus din 11 consilieri. Primarul, Constantin Pârjol[*], de la Partidul Social Democrat, este în funcție din 2004. Începând cu alegerile locale din 2024, consiliul local are următoarea componență pe partide politice:
|  | Partid                          | Consilieri | Componența Consiliului | Componența Consiliului | Componența Consiliului | Componența Consiliului | Componența Consiliului |
|  | ------------------------------- | ---------- | ---------------------- | ---------------------- | ---------------------- | ---------------------- | ---------------------- |
|  | Partidul Social Democrat        | 5          |                        |                        |                        |                        |                        |
|  | Alianța pentru Unirea Românilor | 5          |                        |                        |                        |                        |                        |
|  | Partidul Național Liberal       | 1          |                        |                        |                        |                        |                        |

## Vezi și
- Biserica de lemn din Covrigi
- Râul Motru (sit de importanță comunitară)